# 1959 في بلغاريا
فيما يلي قوائم الأحداث التي وقعت خلال عام 1959 في بلغاريا.

## رياضة
- 14 يونيو – الدوري البلغاري الممتاز 1958-59 الفائز سسكا صوفيا.

## مواليد

### يناير
- 14 يناير – جورجي ديمتروف لاعب كرة قدم بلغاري.

### مارس
- 4 مارس – بلامين كيتوف لاعب كرة قدم بلغاري.

### يونيو
- 13 يونيو – بويكو بوريسوف سياسي بلغاري.
- 25 يونيو – كوستادين كوستادينوف لاعب كرة قدم بلغاري.

### سبتمبر
- 21 سبتمبر – جوليان بوبوف كاتب بريطاني.

## وفيات

### يوليو
- 27 يوليو – ألكسندر تسانكوف (مواليد 1879)

### سبتمبر
- 16 سبتمبر – سليمان حلمي طوناخان (مواليد 1888) sheyhul- İslam.